# لایونل ترتیس
لایونل ترتیس (انگلیسی: Lionel Tertis؛ ۲۹ دسامبر ۱۸۷۶ – ۲۲ فوریهٔ ۱۹۷۵) مدرس برجستهٔ موسیقی، آهنگساز و نوازندهٔ مشهور ویولا اهل انگلستان، و یکی از نخستین نوازندگان این ساز بود که شهرت جهانی پیدا کرد.
او دقیقاً در همان روزی به‌دنیا آمده است که نوازندهٔ نامدارِ اسپانیاییِ ویولنسل «پابلو کاسالس» متولد شده است.
لایونل ترتیس در آغاز، در شهر لایپزیگ و همچنین در آکادمی سلطنتی موسیقی در لندن به فراگیری ویولن پرداخت. سپس به توصیهٔ الکساندر مکنزی و تأثیرپذیری از اسکار ندبال، به آموختن و نوازندگی ویولا روی آورد و دیری نپائید که به یکی از مشهورترین نوازندگان این ساز در جهان مبدل شد.